# West Sand Lake
West Sand Lake és una concentració de població designada pel cens dels Estats Units a l'estat de Nova York. Segons el cens del 2000 tenia 2.439 habitants.

## Demografia
Segons el cens del 2000, West Sand Lake tenia 2.439 habitants, 907 habitatges, i 685 famílies. La densitat de població era de 198,7 habitants per km².
Dels 907 habitatges en un 38% hi vivien nens de menys de 18 anys, en un 63,2% hi vivien parelles casades, en un 9,2% dones solteres, i en un 24,4% no eren unitats familiars. En el 20,2% dels habitatges hi vivien persones soles el 9,7% de les quals corresponia a persones de 65 anys o més que vivien soles. El nombre mitjà de persones vivint en cada habitatge era de 2,68 i el nombre mitjà de persones que vivien en cada família era de 3,09.
Per edats la població es repartia de la següent manera: un 26,8% tenia menys de 18 anys, un 5,9% entre 18 i 24, un 27,3% entre 25 i 44, un 28,7% de 45 a 60 i un 11,3% 65 anys o més.
L'edat mediana era de 39 anys. Per cada 100 dones de 18 o més anys hi havia 91,9 homes.
La renda mediana per habitatge era de 53.000 $ i la renda mediana per família de 69.167 $. Els homes tenien una renda mediana de 39.909 $ mentre que les dones 31.890 $. La renda per capita de la població era de 27.226 $. Entorn del 5% de les famílies i el 6,8% de la població estaven per davall del llindar de pobresa.